# Чаньків
Ча́ньків — село в Україні, у Дунаєвецькій міській територіальній громаді Кам'янець-Подільського району Хмельницької області.

## Географія
Подільське село Чаньків розташоване на відстані: до обласного центру — 85 км, до районного центру — 30 км, до залізничної станції Балин — 18 км. Через село проходить автошлях територіального значення Т 2308. На північно-західній околиці села бере початок річка Безіменна. На східній частині село примикається до лісу.

### Клімат
Чаньків знаходяться в межах вологого континентального клімату із теплим літом, але діяльність людини призводить до поганих змін та глобального потепління. Рівень наповнення річок водою в області становить лише 20 % від необхідного стандарту.

## Історія

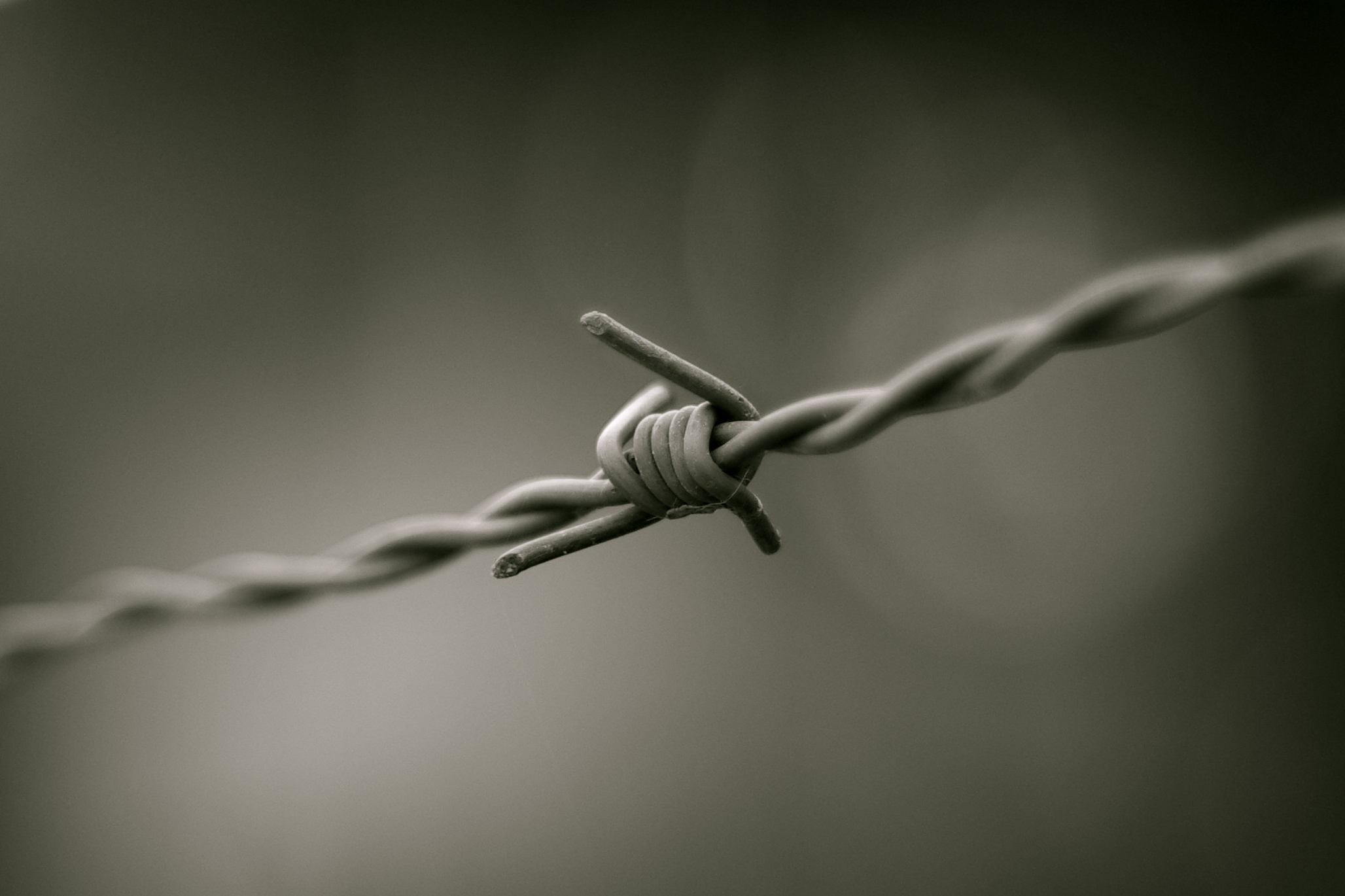
[http://www.reabit.org.ua/nbr/?st=3®ion=&ss=Рудківці&logic=or&f1_type=begins&f1_str=&f2_type=begins&f2_str=&f3_type=begins&f3_str=&f4_from=&f4_till=&f7%5B%5D=all&f14%5B%5D=all#list Національний банк репресованих

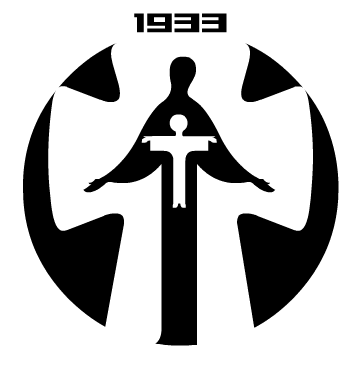
[https://victimsholodomor.org.ua/khmelnytsky/easytable/25-peoples-new.html?start=300 Список жертв Голодомору, Хмельницька область

На території села знайдено залишки трипільської культури. У 2020 році вони ретельно досліджені науковцями.
Чаньків зустрічається в історичних документах з XVI століття.
За адміністративним поділом XVI століття Чаньків відносився до Кам'янецького повіту, в XIX століття — до Ушицького повіту, починаючи з XX століття увійшов до складу Дунаєвецького району, з XXI століття до Кам'янець-Подільського району
Станом на 1885 рік селі мешкало 1015 осіб, 185 дворових господарств, православна церква, 2 заїжджих будинки.
В 1905 році поруч існував окремий фільварок «Мелянія».
Внаслідок поразки визвольних змагань на початку XX століття, село надовго окуповане російсько-більшовицькими загарбниками.
Радянська окупація принесла колективізацію та розкуркулення, мешканці села зазнали репресій.
В 1932–1933 жителі села пережили сталінський голодомор.
Роки Великого терору 1936-1937 вбито осіб різних національностей і професій, багато людей було виселлено як сім'ї «ворогів народу».
Після завершення Другої світової війни у 1946—1947 роках мешканці села вчергове пережили голод.
Кінці 40-х — на початку 50-х років село було пов'язане з діяльністю загонів Дунаєвецького надрайонного проводу ОУН. Чи не найпотужнішу мережу конспіративних квартир мав саме Дунаєвецький надрайоний провід ОУН. Наприклад, конспіративні квартири були у селах: Зеленче, Нестерівці, Гірчична, Руда-Гірчичнянська, Іванківці, Кривчик, Чаньків, Ганівка, Стріхівці, Глушківці, Томашівка, Кадиївка, Сказинці. У ніч з 4 на 5 жовтня 1951 року в селі Чаньків схоплені оперативною групою підпільники «Роман» та Іван Ковалевич «Мирон», в подальшому «Роман» завербований чекістами.
З 24 серпня 1991 року село входить до складу незалежної України.
23 лютого 2014 року повалено пам'ятник Леніну.
13 серпня 2015 року шляхом об'єднання сільських рад, село увійшло до складу Дунаєвецької міської громади. Об'єднання в громаду має створити умови для формування ефективної і відповідальної місцевої влади, яка зможе забезпечити комфортне та безпечне середовище для проживання людей.
17 липня 2020 року, в результаті адміністративно-територіальної реформи та ліквідації Дунаєвецького району, село увійшло до складу Кам'янець-Подільського району.

## Інфраструктура
У селі є невеличка церква, капличка, школа, дитячий садочок, фельдшерсько-акушерський пункт, сільський будинок культури, парк, стадіон та декілька крамниць. Є декілька ставків.

## Пам'ятники
Поблизу села знаходяться братські могили жертв нацизму в урочищі «Солонинчик». В могилах близько 3,5 тис. мирних громадян, переважно єврейської національності, яких було розстріляних в 1942 році. В іншій із могил — 78 інвалідів з притулку села Кривчик, які були страчені 14 квітня 1943 року.

### Археологічні розкопки Чаньків-1
Рятівні археологічні дослідження на багатошаровій пам'ятці Чаньків-1 тривали близько двох місяців. Загальна площа поселення за всі часи його існування — близько 30-35 гектарів. Найдавніший виявлений археологами матеріал, належить до культури лінійно-стрічкової кераміки, яка на цих теренах передувала трипільській і займала великі простори Центральної та Східної Європи. В Україні досліджено вкрай мало таких об'єктів цієї культури. На пам'ятці Чаньків-1 вдалося виявити і детально вивчити частину добре збереженої житлово-господарської споруди.
Вперше на Західному Поділлі науковці зафіксували комплекс ранніх слов'ян I—II ст. н. е. Вважалося, що тут вони з'явилися не раніше IV ст. н. е. На пам'ятці також виявлено матеріали трипільської культури етапу В І (V тис. до н. е.); доби бронзи (ІІ тис. до н. е.); раннього залізного часу (VII—VI ст. до н. е.); черняхівської культури (ІІІ ст. н. е.) та даньоруського часу (ХІІ-ХІІІ ст.). Сенсація цих досліджень полягає в тому, що було досліджено два об'єкти, які передували до часу заселення наших земель трипільськими племенами.

## Населення
У 2015 році населення становило 1152 особи.

### Мова
У селі поширені західноподільська говірка та південноподільська говірка, що відносяться до подільського говору, який належить до південно-західного наріччя.
Розподіл населення за рідною мовою за даними перепису 2001 року:
| Мова            | Кількість | Відсоток |
| --------------- | --------- | -------- |
| українська      | 1229      | 99.03 %  |
| російська       | 10        | 0.81 %   |
| інші/не вказали | 2         | 0.16 %   |
| Усього          | 1241      | 100 %    |

## Відомі мешканці

### Народилися
- Чекман Іван Сергійович — академік Нью-Йоркської академії наук, член-кореспондент НАН і академії медичних наук України, професор, завідувач кафедри фармакології Київського національного медичного університету ім. І.Богомольця.
- Чекман Михайло Костянтинович — колишній мер міста Хмельницького.
- Чекман Ольга Герасимівна — українка, освіта початкова. Заарештована 22.03.52. Звинувачення: зв'язок з ОУН.[9]
- Антонова Б. П. — герой Соціалістичної праці.
- Дмітрієв С. М. — кандидат педагогічних наук, доцент Кам‛янець-Подільського національного університету.
- Кардаш В. Е. — кандидат медичних наук, викладач Буковинської медичної академії.[10]